# Michelle Chan
Michelle Kit Ying Chan (* 19. Mai 1987 in Hongkong) ist eine neuseeländische Badmintonspielerin. 

## Karriere
Michelle Chan wurde 2006 bei der Ozeanienmeisterschaft Dritte im Dameneinzel. 2007 siegte sie bei den Fiji International und der Samoa Future Series. 2008 gewann sie zwei Titel bei der Ozeanienmeisterschaft. Des Weiteren nahm sie an den Badminton-Weltmeisterschaften 2010 und 2011 teil. 2012 wurde sie erneut Ozeanienmeisterin.

## Sportliche Erfolge
| Saison | Veranstaltung          | Disziplin   | Platz | Name                           |
| ------ | ---------------------- | ----------- | ----- | ------------------------------ |
| 2006   | Ozeanienmeisterschaft  | Dameneinzel | 3     | Michelle Chan                  |
| 2007   | Fiji International     | Damendoppel | 1     | Renee Flavell / Michelle Chan  |
| 2007   | Fiji International     | Dameneinzel | 1     | Michelle Chan                  |
| 2007   | Samoa Future Series    | Damendoppel | 2     | Renee Flavell / Michelle Chan  |
| 2007   | Samoa Future Series    | Dameneinzel | 1     | Michelle Chan                  |
| 2008   | Ozeanienmeisterschaft  | Dameneinzel | 1     | Michelle Chan                  |
| 2008   | Ozeanienmeisterschaft  | Damendoppel | 1     | Michelle Chan / Rachel Hindley |
| 2009   | Auckland International | Damendoppel | 3     | Michelle Chan / Rachel Hindley |
| 2011   | Estonian International | Dameneinzel | 1     | Michelle Chan                  |
| 2012   | Dutch International    | Dameneinzel | 3     | Michelle Chan                  |
| 2012   | Ozeanienmeisterschaft  | Dameneinzel | 1     | Michelle Chan                  |